# 충무 앞바다 YTL정 침몰 사고
충무 앞바다 YTL정 침몰 사고 또는 해군 예인정 침몰 사고는 1974년 2월 22일 충무시 앞바다에서 대한민국 해군 소속 YTL정(잡역 보조선)이 전복, 침몰한 사고이다. 이 사고로 승선 인원 중 해군 신병 103명, 해경 50명, 실무요원 6명 등 모두 159명이 순직하였다.

## 사고 경위

### YTL30정
소형 항만 예인정(YTL, Yard Towing Large)은 항구 안에서 예인, 통선과 같은 잡역을 담당하는 보조선이다. 사고가 난 예인정(YTL30정)은 무게 120톤에 약 4백 마력, 최대 시속은 10노트였다. 승무원은 4명이며, 해군 당국에 의하면 350명 정도의 인원까지 수송이 가능하다고 보도되었다.

### 침몰
1974년 2월 22일 10시 40분경, 충렬사 참배를 마치고 외항의 본선(LST815)으로 복귀하려던 진해 해군 훈련소 신병 316명이 YTL30정에 1차로 승선하였다. 11시 8분경, 모함을 30m 앞두고 급선회하던 중 선체가 기울어 전복되었고, 5분도 안 되는 사이에 침몰하여 11시 13분경에는 바닷물 속에 잠겼다. 물은 차가웠고, 정장 차림의 제복은 무거웠다. 10시 이후로는 폭풍주의보가 내려져 있었고, 파고는 2m였다. YTL정장은 키를 움켜잡은 채로 사망하였다.
군장비는 최적의 능력을 발휘하는 지점이 있고 장비운영자는 거기에 맞게 숙달훈련을 한다, 예를 들어 M16소총은 유효사거리가 500미터 내외이다. 총탄이 2,500미터를 날아 갈 수 있다는 그 사실만 가지고 지휘관이 작전에 임하면 그 부대원은 이미 전투하기 전에 아군 전력에서 빼야 한다. YTL30은 유효사거리가 4명이다. 승무원 4명이 불철주야 사시사철 자신들의 장비(YTL)를 가지고 숙달훈련하여 특급전사가 되었는데, 전혀 다른 임무를 맡기면 그 특급전사가 제대로 감각을 발휘할 수 없다. 그리고 YTL정은 제자리에서도 360도가 돌아가는 기능이 있어 급선회 YTL선박의 특장점이다. 그러한 YTL정에서 임무를 수행하는 승무원이라면 그 장비 능력에 익숙할 것이고, 그리고 그 기능의 사용은 그들에 훈련을 통해 익힌대로 할 수 있는 문제였다, 그런데 문제는 YTL에 316명 태웠으니, 승무원들은 훈련 한대로 숙달된 조함 조정을 했을테니만, 초과 승선된 YTL정은 조그만 파도에도 휘청 거렸을 것이다. 초과 승선이 79배가 되었을 때는 이미 누구도 그 배의 안전 운항은 불가능한 상태였다. 요행만을 바라는 신세였다. 그곳엔 기적은 없었고, 침몰하는 YTL정을 끝까지 사수하며 "위국헌신 군인본분"을 다한 승무원 부사관 4명은 있었고, 그 결과 157명의 신병이 생환할 수 있었다.

## 구조 및 인양
사고 당시 많은 배들이 구조에 참여하였으나, 해상이 어둡고 파도가 높아 구조에 어려움을 겪었다. 모함과 구명정, 어선들을 동원하여 14시까지 모두 152명을 구조하였고, 그중 2명이 구조 후 사망, 164명은 실종되었다고 보도되었다. 해군본부는 사망·실종자는 모두 159명이라고 발표하였다.
해군은 2월 23일 오전부터 인양 작업을 진행하였고, 해저 15m에 바닥을 위로 침몰해 있음을 확인하였다. 선체는 2월 25일 인양되어 수심이 얕은 곳으로 옮겨졌다. 시신 인양에는 잠수정과 함께 저인망 어선들이 처음으로 동원되었다.
수색반은 2월 26일까지 146명의 시신을 인양하고 인양 작업을 종료, 남은 수색은 민간 잠수선과 어선에 일임하였다. 3월 3일까지 1명을 제외한 실종자를 모두 인양하였다고 보도되었다.

## 사후 처리 및 여파
대한민국 정부는 2월 28일, 해군 YTL정 침몰 사건의 책임을 물어 해군참모총장과 차장을 해임하였다. 해군교육단 신병훈련소 훈련대장, 해군통제부항무과장 등은 구속되고, 모함 함장은 직위해제되었다.
사망자는 1계급씩 특진되었다.

## 원인 분석 및 논란
사고의 원인으로 정원 초과와 조종 미숙, 신병들이 아침을 먹지 않은 점 등이 지적되었다.
3월 2일, YTL정 사고 해군조사위원회는 무리한 승선과 급선회한 운항부주의를 원인으로 결론을 내렸다고 발표하였다. 밸러스트 탱크에 물을 채우지 않은 것도 원인으로 지적하였다.
사고의 내용은 2가지인데 하나는 YTL정의 전복으로 침몰, 또 다른 하나는 316명 중에 159명 죽음
1. YTL정은 120톤(대략 길이 20미터)에 군인 316명을 태우면 우린 병력수송이라 이미지보다 보트피플의 그림이 먼저 떠오른다. 삶과 죽음의 운명은 러시아룰넷 게임에 던져 놓은 작전이었고, 피스톨 구멍 하나에 채워진 총알과 총열이 이번에 일치하면서 피해를 입었다. 이 사고는 원인 분석하기에 애매한 구석은 하나도 없다.  승무원 4명만 태우고 큰 군함을 끌고 밀고 하는 YTL운항 임무에 숙달한 군인에게 316명의 병력을 태우고 예인선으로 병력수송 운항지시하니, 전복되어 침몰 하는 것은 너무나도 당연한 순리였다.
2. 내항에서 선박이 전북되었다고 159명이 한 번에 사망하는 사고가 날 수 있는가? 그 원인은 신병들이 수영을 못해서라기 보다, 출입구가 겨우 한 사람이 지날 수 있는 선실에 150명 가량을 입실 시키니, 비상시에 밖으로 나올 수 없어 많은 인명 피해가 발생한 것이다. 전투화 착용과 수영미숙은 부착적인 것이다.  그리고 갑판에 있던 인원들 중에 사망자가 발생한 것은 모함 LST-815에 구명정이 있는데, 내리지 않은 점은 상황을 더 악화시켰다고 밖에 분석이 안된다. 한 마디로 안전에 대비한 전략이 전혀 없었다.